# Jelša, Šmartno pri Litiji
Jelša este o localitate din comuna Šmartno pri Litiji, Slovenia, cu o populație de 94 de locuitori.